# Come to Me
«Come to Me» es una canción grabada por la banda de rock alternativo estadounidense Goo Goo Dolls de su décimo álbum de estudio Magnetic. «Come to Me» fue estrenado en las radios de Estados Unidos a partir 23 de julio de 2013 y fue oficialmente lanzado el mismo día.

## Lista de canciones
- Descarga digital

1. «Come to Me» – 3:45